# استرول
استرولها (استروئید الکل) زیرگروهی از مولکول‌های ارگانیک هستند. آن‌ها به‌طور طبیعی در گیاهان و حیوانات و قارچ‌ها مشاهده می‌شوند. کلسترول شناخته‌ترین نوع استرول هاست که برای ساختار سلول‌های حیوانی، عنصری حیاتی و کاربردی است و به عنوان یک پیش ماده ضروری برای ویتامین‌های محلول‌ در چربی و هورمون‌های استروئیدی به کار برده می‌شود.

## انواع
استرول‌های گیاهی فیتوسترول و استرول‌های حیوانی زوسترول نامیده می‌شوند. مهمترین زوسترول، کلسترول است. فیتوسترول‌های پر اهمیت شامل کمپوسترول، سیتوسترول و استی ماسترول می‌باشند. ارگوسترول یک استرول حاضر در عضو سلولی قارچ می‌باشد که نقشی مشابه کلسترول را در سلول‌های حیوانی ایفا می‌کند.

## فیتوسترول‌ها و مکمل غذایی
فیتوسترول که معروف به استرول‌های گیاهی می‌باشد در آزمایش‌های کلینیکی برای جلوگیری از جدب کلسترول در روده و مجرای روده ی انسانی به کار میرود . بنابراین کمک به کاهش جذب کلسترول در انسان‌ها را به کار دارد . در حال حاضر توسط سازمان غذا و دارو امریکا به منظور استفاده از افزودنی غذایی تعریف شده‌است. با این حال نگرانی‌هایی وجود دارد که انها ممکن است نه تنها باعث جلوگیری جذب کلسترول شود ، بلکه دیگر مواد معدنی را مانع شود . در حال حاضر سازمان قلب امریکا پیشنهاد کرده‌است که استرول‌های گیاهی مکمل ، تنها توسط انهایی که سطح کلسترول بالایی دارند مورد تجویز قرار گیرد . و مخصوصاً برای زنان باردار یا مادران شیرده تجویز نشود . تحقیق‌های اولیه نشان می‌دهد که فیتوسترول ممکن است اثرات ضد سرطان داشته باشد .

## نقش استرول در بیوشیمی
استرول‌ها و ترکیب‌های مربوطه، نقش حائز اهمیتی را در فیزیولوژی اورگانیکی یوکاریوتیک ایفا می‌کند. برای مثال اشکال کلسترول در عضو سلولی حیوانات، جایی که جریان عضو سلولی را تحت تأثیر قرار می‌دهد و به عنوان پیام‌رسان دوم در سیگنال‌های پیشرفته ایی به کار می‌بندند. در انسان‌ها و دیگر حیوانات، کورتیکوسترویدهایی از قبیل کورتیستول به عنوان ترکیب‌های سیگنال دهنده در ارتباط سلولی و متابولیسم کلی ایفای نقش می‌کنند. استرول‌ها رایج‌ترین ترکیبات روغن‌های پوستی انسانی هستند.